# Schizoaffektive Störung
Die schizoaffektive Störung ist eine psychische Störung, die sowohl Symptome der Schizophrenie als auch der affektiven Störung in sich vereint. Zusätzlich zu den Stimmungsbeschwerden durch eine affektive Störung (wie Depression oder Manie) treten hier Symptome wie Wahn oder Halluzinationen aus dem schizophrenen Formenkreis auf.
Dabei kann man schizomanische, schizodepressive und gemischte Formen unterscheiden. Der Verlauf kann phasisch (also in wechselnden Episoden) oder aber chronifizierend mit Residualsymptomen (also mit einer anhaltenden Beeinträchtigung) sein. Schizoaffektive Störungen haben generell gesehen einen günstigeren Verlauf als eine rein schizophrene Erkrankung. Schizomanische Episoden sollen ebenso eine etwas günstigere Prognose als die schizodepressive Verlaufsform aufweisen, die offenbar häufiger zu einer Chronifizierung neigt.
Es herrscht noch keine klare Übereinkunft darüber, ob dieses Krankheitssyndrom hinsichtlich der biologischen Entstehung und Behandlungsoptionen wirklich eine eigenständige Kategorie bilden sollte. Durch bildgebende Verfahren sind bisher – wie bei den meisten psychischen Krankheiten – keine Veränderungen im Gehirn der Betroffenen erkennbar.

## Abgrenzung
Eine schwere affektive Störung kann ebenfalls psychotische Symptome einschließen, jedoch ist dabei der auftretende Wahninhalt meist passend (synthym) zur depressiven bzw. manischen Stimmungslage. Bei einer Depression kann der Betroffene zum Beispiel an Schuldwahn leiden („ich habe irgendeine Schuld auf mich geladen, die ich niemals in Ordnung bringen kann“), an Verarmungswahn („ich werde kein Geld mehr haben und verhungern“) oder nihilistischem Wahn („es gibt mich gar nicht“).
Auch Beziehungswahn, Eifersuchtswahn und Verfolgungswahn gehören noch zu einer schweren depressiven Episode mit psychotischen Symptomen (siehe ICD-10 F32.3x, Kriterium D). Bei Manie tritt oft Größenwahn auf. Die folgende Tabelle stuft die im Rahmen einer affektiven Störung auftretenden psychotischen Symptome entsprechend als synthym (mit der Stimmung übereinstimmend) oder parathym (unpassend zur Stimmung oder ohne Bezug dazu) ein:
| F32.30 synthyme psychotische Symptome | F32.31 parathyme psychotische Symptome                                                          |
| --- | ----------------------------------------------------------------------------------------------- |
| z. B. Schuldwahn, Wahn von Wertlosigkeit, körperlicher Krankheit, drohenden Katastrophen, spöttische oder verdammende akustische Halluzinationen | z. B. Verfolgungs- und Beziehungswahn ohne affektiven Inhalt, affektiv neutrale Halluzinationen |

## Diagnosekriterien
Um laut ICD-10 von einer schizoaffektiven Störung sprechen zu können, muss neben dem Vorliegen einer affektiven Störung eines der folgenden Kriterien während derselben Störungsepisode erfüllt sein und darf nicht durch eine organische Krankheit oder psychoaktive Substanzen (Drogen oder Medikamente) bedingt sein:
1. Ich-Störungen, wie z. B. Gedankenlautwerden, Gedankeneingebung, Gedankenentzug, Gedankenausbreitung
2. Kontrollwahn, Beeinflussungswahn, Gefühl des Gemachten
3. kommentierende oder dialogisierende Stimmen
4. anhaltender, kulturell unangemessener, bizarrer und völlig unrealistischer Wahn (nicht nur Größen- oder Verfolgungswahn)
5. Danebenreden, zerfahrene Sprache, Neologismen
6. katatone Symptome (Haltungsstereotypien, wächserne Biegsamkeit oder Negativismus)

Die Abgrenzung zur Schizophrenie fällt oftmals schwer, da eine Schizophrenie fast immer auch mit affektiven Symptomen einhergeht. Für die Diagnosestellung ist hier sowohl der Krankheitsverlauf, als auch die Art und Schwere der Negativsymptomatik entscheidend.
Tritt jedoch die schizophrene Symptomatik zweifelsfrei vor den affektiven Symptomen auf, so lautet die Diagnose Schizophrenie.

## Behandlung
Die Therapie einer schizoaffektiven Störung richtet sich nach der Symptomatik und nach der entsprechenden Phase. In der Akutphase ist die antipsychotische Behandlung von Bedeutung. Die Verhinderung neuer Krankheitsphasen in Hinsicht auf die Langzeitbehandlung besteht überwiegend in der Kombination eines Phasenprophylaktikums mit einem (atypischen) Neuroleptikum. Seltener wird ein modernes Neuroleptikum allein prophylaktisch eingesetzt. Sollten Antidepressiva eingesetzt werden, muss die Gabe aufgrund der Gefahr einer Zunahme psychotischer und manischer Symptome vorsichtig erfolgen. 